# Martin van der Spoel
Martin Michel van der Spoel (Ermelo, 19 februari 1971) is een voormalig topzwemmer uit Nederland, die namens zijn vaderland deelnam aan de Olympische Spelen in Atlanta (1996).  
Daar maakte de veelzijdige zwemmer van DWK uit Barneveld deel uit van de drie estafetteploegen: op de 4x100 meter vrije slag (derde zwemmer), 4x200 meter vrije slag (derde zwemmer) en de 4x100 meter wisselslag (startzwemmer), met wie hij respectievelijk als vijfde, zevende en tiende eindigde. Op zijn enige individuele start, op de 200 meter wisselslag, kwam Van der Spoel niet verder dan de tiende plaats (tijd 2.03,01).
Vier jaar eerder miste de gediplomeerde fysiotherapeut de Olympische Spelen in Barcelona, vanwege strenge kwalificatie-eisen van de sportkoepel NOC*NSF. Een jaar eerder had Van der Spoel wel deelgenomen aan de Europese kampioenschappen langebaan (50 meter) in Athene, waar hij uitkwam op de 200 en 400 wissel, en de 100 en 200 meter rugslag. Op geen van die onderdelen wist hij de finale te bereiken.